# Кисер (Западна Вирџинија)
Кисер (енгл. Keyser) град је у америчкој савезној држави Западна Вирџинија.

## Демографија
По попису из 2010. године број становника је 5.439, што је 136 (2,6%) становника више него 2000. године.
| Група             | 2000.         | 2010.         |
| Белци             | 4.774 (90,0%) | 4.751 (87,4%) |
| Афроамериканци    | 375 (7,1%)    | 468 (8,6%)    |
| Азијати           | 21 (0,4%)     | 20 (0,4%)     |
| Хиспаноамериканци | 38 (0,7%)     | 77 (1,4%)     |
| Укупно            | 5.303         | 5.439         |